# Vivacious
Vivacious, nombre artístico de Osmond Vacious, es una drag queen jamaicana-estadounidense, conocida por competir en la sexta temporada de RuPaul's Drag Race y por ser una de los Club Kids originales, un grupo de personalidades de los clubs de baile de la ciudad de Nueva York de finales de los 80 y principios de los 90.

## Primeros años
Vivacious nació en Jamaica. Se mudó a Nueva York con 7 años. Obtuvo su nombre drag de su maestra de segundo grado, llamada Sra. Bright, quien llamaba a Vacious "Mr. Vivacious". Vivacious comenzó como uno de los Club Kids originales en la ciudad de Nueva York durante la década de 1990, actuando en clubes como The Limelight, Tunnel y The Sound Factory.

## Carrera

### RuPaul's Drag Race
Vivacious fue anunciada como una de las concursantes de la sexta temporada de RuPaul's Drag Race en 2014. Ella realizó "una de las entradas de primer episodio más inolvidables de la historia de Drag Race" según The Advocate, al presentar un outfit que incluía una segunda cabeza llamada Ornacia.
En 2015, Sadie Gennis de TV Guide clasificó a Vivacious en el puesto 22 en su lista de las 24 "mejores entradas de RuPaul's Drag Race de todos los tiempos", y Ethan LaCroix y Jillian Anthony de TimeOut la clasificaron en el número once en su lista de las mejores concursantes de Drag Race de la ciudad de Nueva York. Vivacious ocupó el puesto 91 en la lista de Vulture de los "100 mejores looks de RuPaul's Drag Race de todos los tiempos". Fue eliminada en el tercer episodio del programa, luego de perder una batalla de lip sync contra April Carrión bajo la canción "Shake It Up" de Selena Gomez.
En 2019, Vivacious dijo que "la política de género influyó mucho en el programa y que el programa favorece a las reinas más femeninas", según Sarah Beauchamp de Screen Rant, quien escribió: "Dado que la apariencia de Vivacious es un poco más masculina y siempre única, rara vez el típico estilo de reina de belleza que se ve en el programa; sentía que no atraía a la audiencia promedio de Estados Unidos".
Se hizo referencia a la cabeza de Ornacia de Vivacious en un episodio de la tercera temporada de RuPaul's Drag Race: All Stars. Vivacious apareció en el estreno de la decimoquinta temporada de RuPaul's Drag Race. La jueza invitada Ariana Grande también llegó vistiendo un atuendo que hacía referencia a Vivacious y Ornacia.

### Música y otras apariciones
Vivacious apareció en el EP de 2014 de Brandon Morales, llamado Pride EP. Lanzó su primer sencillo en solitario, "Ornacia", el 6 de octubre de 2017.
Vivacious fue una de las 30 drag queens que aparecieron en la interpretación de Miley Cyrus de "Dooo It!" en los MTV Music Awards de 2015. También fue una de varias drag queens que aparecieron en la presentación en vivo de Katy Perry de "Swish Swish", en Saturday Night Live en mayo de 2017. Vivacious apareció en dos videos para el canal de YouTube de la revista Elle, haciendo una transformación drag inversa y dando consejos a un niño drag en 2017.

## Vida personal
Vacious reside en la ciudad de Nueva York desde 2015, donde frecuentemente actúa como DJ y performer.

## Discografía

### Extended play
| Título                       | Detalles                                               | Ref.   |
| ---------------------------- | ------------------------------------------------------ | ------ |
| Pride EP con Brandon Morales | Lanzamiento: 12 de marzo de 2014 Sello: Sheeva Records | [ 27 ] |

### Sencillos
| Año  | Título  | Álbum |
| ---- | ------- | ----- |
| 2017 | Ornacia | —     |

## Filmografía

### Televisión
| Año  | Título                              | Papel                    |
| ---- | ----------------------------------- | ------------------------ |
| 2014 | RuPaul's Drag Race (6ª temporada)   | Concursante (12° puesto) |
| 2014 | RuPaul's Drag Race: Untucked        | Concursante (12° puesto) |
| 2015 | MTV Video Music Awards              | Bailarina de apoyo       |
| 2017 | Saturday Night Live                 | Bailarina de apoyo       |
| 2023 | RuPaul's Drag Race (15.ª temporada) | Invitada especial        |